# Рокош Любомирского
Рокош Любомирского (пол. Rokosz Lubomirskiego) — военная конфедерация под руководством гетмана польного коронного Ежи Себастьяна Любомирского, созданная в 1665 году против короля Речи Посполитой Яна II Казимира Вазы.
В 1665—1666 году сторонники князя Ежи Себастьяна Любомирского парализовали работу сейма Речи Посполитой. Посполитое рушение под командованием Любомирского нанесло ряд поражений королевской армии в битвах под Ченстоховой (1665) и Монтвами (1666). Рокош закончился подписанием Ленгоницкого соглашения 31 июля 1666 года, по условиям которого король Ян Казимир вынужден был отказаться от своих запланированных реформ и принципа Vivente rege (избрания нового короля при жизни правящего монарха).

## Историческая канва

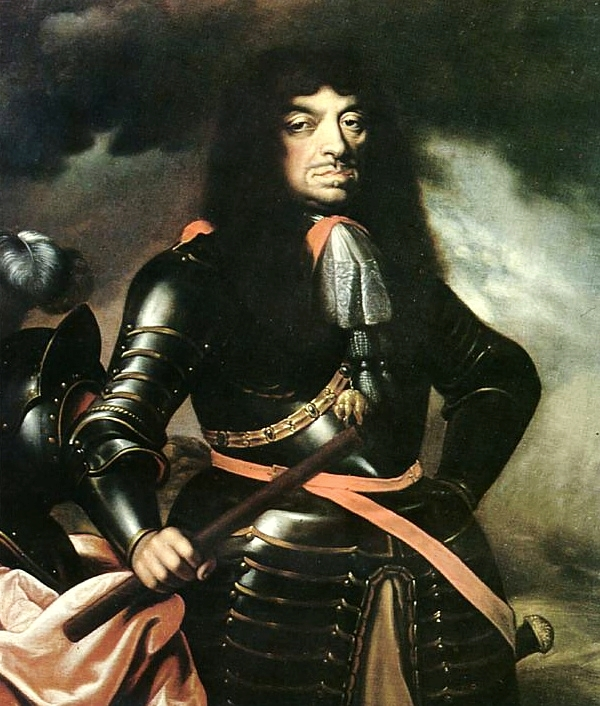
Ян II Казимир Ваза (1609—1672) — король Речи Посполитой (1648—1668), портрет Даниэля Шульца, 1660 год

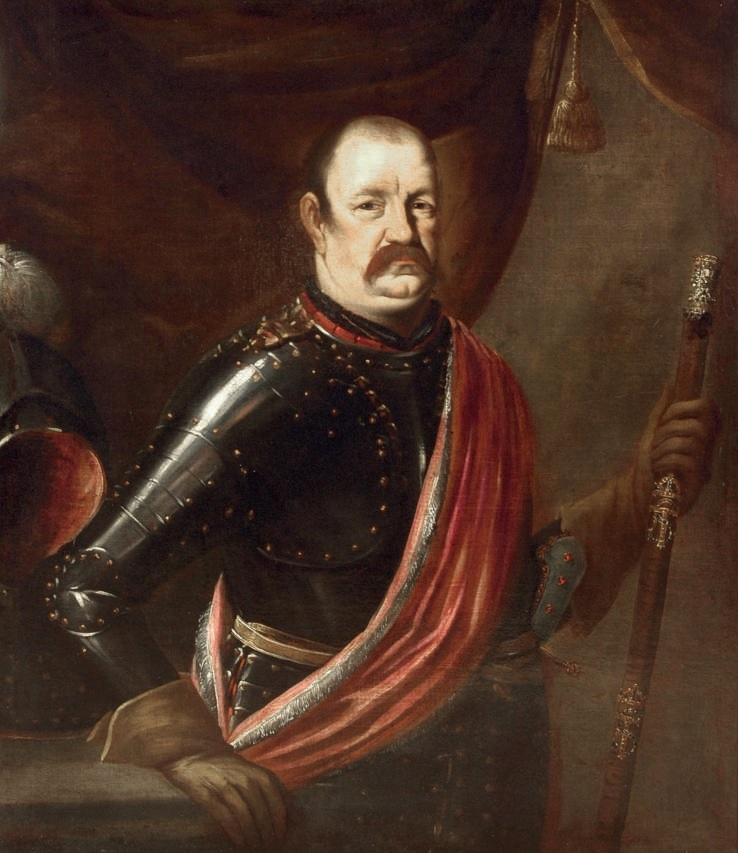
Князь-магнат Ежи Себастьян Любомирский (1616—1667), гетман польный коронный (1657—1664)

Середина XVII века стала одним из наиболее трагических и сложных периодов истории Речи Посполитой. Страна была разорена несколькими войнами, такими как Восстание Хмельницкого (1648—1654) и Первая Северная война (1655—1660). Международное положение Речи Посполитой было ослаблено. Королевская власть была крайне слаба, в государстве господствовала шляхетская демократия. Польско-литовские магнаты и шляхта пользовались обширными привилегиями и вольностями. В 1652 году литовский депутат Сейма Владислав Сициньский впервые в польской истории использовал право Liberum veto, отменив законопроект, который должен был быть принят парламентом. Страна была раздираема внутренними конфликтами между магнатами, её центральные органы власти не функционировали.
Польский король Ян II Казимир Ваза (1648—1668), прекрасно осведомленный о состоянии Речи Посполитой, инициировал попытку реформирования правительственных институтов. В 1658 году он представил программу реформирования правительства, которая предусматривала, в частности, голосование большинством, создание централизованного правительства и общую систему налогообложения. Польский сенат дал предварительное согласие на реформы, создав специальную комиссию. Главной проблемой стало избрание короля. Король и его сторонники хотели ввести принцип Vivente rege, а его оппоненты выступали против.
Король Ян Казимир и его жена Мария Луиза Гонзага начали искать сторонников среди польско-литовской знати и магнатов. Их противники, действовавшие по инициативе габсбургского посланца Франца Поля де Лисолы, создали свой лагерь, среди членов которого были магнаты Ежи Себастьян Любомирский, Лукаш Опалинский, Ян Лещинский. Все попытки реформирования государственного устройства были сорваны.

## Восстание
В 1661 году на сейме король Ян Казимир призвал всех депутатов поддержать дополнительные налоги, необходимые для проведения избирательной реформы и выплаты жалованья королевской армии. Недовольные магнаты под руководством Ежи Себастьяна Любомирского выступили против королевский предложений и создали конфедерацию под названием Священный Союз в Польше и Великом княжестве Литовском.
Члены конфедерации, состоявшей в основном из солдат, не получивших своё жалованье, потребовали свои деньги. Их поддержали некоторые представители шляхты, которые прежде всего хотели сохранить свои древние привилегии. Они выступали против любых реформ и хотели сохранить так называемые свободные королевские выборы. Не все солдаты и шляхтичи поддержали восстание. Те из них, кто остался верен короне, под руководством Стефана Чарнецкого создали свою конфедерацию под названием Благочестивый Союз.
В 1662 году Сейм выступил против всех попыток реформирования правительства, но позволил ввести дополнительный налог на содержание армии. Но польский король не собирался сдаваться. Его главный оппонент, гетман польный коронный Ежи Себастьян Любомирский, в 1664 году был обвинен в измене. Сеймовый суд признал Ежи Себастьяна Любомирского виновным, лишил его всех титулов и конфисковал его владения, приговорил к потере чести и обязал покинуть Польшу. Любомирский уехал в Силезию, которая находилась под контролем Габсбургов. Здесь Любомирский установил контакты с императором Священной Римской империи Леопольдом I, курфюрстом Бранденбургским Фридрихом Вильгельмом I и королем Швеции Карлом XI, получая от них материальную помощь для вербовки собственной армии. Он издал манифест, в котором выступил как защитник свободы шляхты от абсолютистской политики короля Яна Казимира.
В 1665 году Ежи Себастьян Любомирский объявил рокош (восстание) против королевской власти, его армия вступила в польские владения. Ежи Себастьян Любомирский, опираясь на часть коронного войска и шляхты, нанес поражения королевской армии в битвах под Ченстоховой (4 сентября 1665 года) и Монтвами (13 июля 1666 года).
31 июля 1666 года противники заключили мирное соглашение в селе Ленгонице. Король Ян Казимир отказался от своих планов реформирования республики и объявил амнистию всем участникам восстания. В свою очередь, Ежи Себастьян Любомирский вынужден был извиниться за свои действиях перед королем, получил назад конфискованные поместья, однако был вынужден отправиться в изгнание.
В сентябре 1668 года под давлением сейма и дворянства и из-за внезапной смерти королевы король Ян Казимир Ваза отрёкся от престола, а в апреле 1669 года покинул страну. Ежи Себастьян Любомирский скончался в изгнании 31 декабря 1667 года.